# Luigi Pestalozza
Luigi Pestalozza (Milano, 20 febbraio 1928 – Milano, 23 febbraio 2017) è stato un musicologo, giornalista, critico musicale, scrittore, direttore artistico, partigiano e politico italiano.

## Biografia
Figlio dell’avvocato milanese antifascista Adolfo e di Carlotta Baragiola (erede di una facoltosa famiglia comasca), Luigi Pestalozza nasce e cresce a Milano insieme con suo fratello e le sue tre sorelle, tutti più grandi di lui. Si diploma al Ginnasio - Liceo Cesare Beccaria (dove giunge al terzo anno dopo essere stato allontanato dal Liceo Ginnasio Berchet perché “agitatore antifascista”) e si laurea nel 1953 in Giurisprudenza all’Università Statale di Milano con una tesi di diritto ecclesiastico con il professore Cesare Magni. Fa una sorta di “praticantato” nello studio dell’avvocato Nicola Jaeger, suo professore di Procedura civile. Nel 1956 svolge la professione di avvocato, frequentando il palazzo di giustizia di Milano insieme con l’amico avvocato Enrico Baj, futuro celebre pittore. A 16 anni appena compiuti entra nella Resistenza, dove sarà attivo nelle formazioni “Gioventù d’Azione - Giustizia e Libertà” sotto la Brigata d’azione partigiana “Carlo Rosselli” comandata da Bruno Trentin. Il suo impegno antifascista e a difesa dei valori della Costituzione prosegue per tutta la sua vita in diverse formazioni politiche e nell’Associazione Nazionale Partigiani d'Italia (Anpi) di cui diviene vicepresidente provinciale di Milano e presidente onorario della sezione “25 aprile”.
Subito dopo la Liberazione, lavora nella redazione de Il Settimanale dei partigiani, prima diretto da Abele Saba e in seguito dal poeta Alfonso Gatto, e nella redazione cronaca del quotidiano del Partito d'Azione, Italia libera, e a Milano Sera. Dopo aver dato vita insieme con Teodoro Celli al Corriere della musica, nel 1948 fonda, con Luigi La Pegna, e dirige il Diapason, la prima rivista italiana di musica contemporanea. Negli anni Cinquanta è tra i fondatori della rivista Problemi del Socialismo su cui scrive di diritto, collabora per la musica per la rivista di arte astratta AZ arte d’oggi diretta dal pittore Mario Ballocco, su Il Verri di Luciano Anceschi, su La Rassegna Musicale diretta da Guido Maria Gatti, e ha una rubrica di musica per film su Cinema Nuovo, rivista diretta da Guido Aristarco. Dal 1948 al 1959 è critico musicale del quotidiano del Partito Socialista Italiano Avanti!, partito nel quale milita nella corrente di Lelio Basso, prima di passare al PSIUP e poi al PCI); quindi, critico di Stasera e, dal 1962 - su invito diretto del direttore Palmiro Togliatti - al 1989 di Rinascita, il mensile politico-culturale del PCI. Dal 1966 al 1989 dirige il settore Musica della direzione del PCI, del cui Comitato centrale è membro fino al 1991, anno dello scioglimento. In quest'ambito organizza le attività musicali per le feste de l'Unità, tra cui la prima italiana dell’opera Canto sospeso di Luigi Nono. È quindi tra i fondatori del Partito della Rifondazione Comunista (PRC), di cui è membro della direzione e responsabile del Dipartimento Cultura, nonché, vicepresidente dell’Associazione culturale marxista e nel comitato di direzione della rivisita Marxismo Oggi (con Guido Oldrini, Mario Vegetti, Libero Traversa, Domenico Losurdo e altri intellettuali). In seguito è tra i promotori del Partito dei Comunisti Italiani (PDCI), formazione nella quale milita negli ultimi anni.
Dalla metà degli anni Cinquanta fino agli anni Ottanta viaggia per il suo lavoro di giornalista e per il suo impegno politico e culturale in Jugoslavia (la prima volta, per un mese, nel 1948 prima della rottura di Tito con Stalin), Unione Sovietica (il suo primo viaggio lo fece nel 1953 insieme col critico Beniamino Dal Fabbro), Cuba, Cecoslovacchia, Ungheria e Repubblica Democratica Tedesca (ma anche nella Repubblica Federale di Germania negli anni della contestazione studentesca), oltre che in Africa dove segue i movimenti di liberazione e le rivoluzioni in Yemen, Algeria, Libia, Sudan, Angola, Zambia, Repubblica popolare del Congo, Tanzania e Somalia, scrivendo su quest’ultima il libro Somalia, cronaca della rivoluzione (1973, Dedalo libri). I suoi reportage sono spesso firmati con lo pseudonimo di Ermanno Lupi.
Negli anni Settanta dirige il settore Musica contemporanea dell’etichetta discografica Fonit Cetra, organizza e dirige a Reggio Emilia il movimento Musica Realtà (a cui partecipano tra gli altri Luigi Nono, Giacomo Manzoni, Armando Gentilucci, Claudio Abbado e Maurizio Pollini), collabora, organizzando concerti, incontri e convegni, con il http://www.campusmusica.it/festivalpontino.php di Latina, con il Festival Spaziomusica di Cagliari, e con il Teatro alla Scala di Milano, di cui è stato membro del Consiglio di amministrazione per oltre dieci anni. Nel 1980 fonda la rivista di studi musicali Musica/Realtà che dirige fino all’ultimo (oggi è diretta da Roberto Favaro), insieme con le collane di studi musicali Le Sfere e Quaderni di M/R. Vastissima la produzione saggistica e di studi, con particolare attenzione alla musica del ‘900 e alle musiche russe e italiane dell’800, pubblicati sulle principali riviste musicali e culturali internazionali, così come l’organizzazione di stagioni, concerti, convegni, incontri e manifestazioni musicali sia in Italia che all’estero. Sceglie le musiche che fanno da colonna sonora ai funerali dell’allora segretario del Partito comunista italiano (Pci), Enrico Berlinguer: le esequie, a cui parteciparono circa un milione di persone, si tennero a Roma il 13 giugno 1984 e sono raccontate nel documentario collettivo L’addio a Enrico Berlinguer - Ciao Enrico. È consulente della Provincia di Milano per Musica nel nostro tempo e collabora con il Teatro del Buratto di Milano. È direttore artistico delle stagioni di musica contemporanea Novecentomusica dell’Orchestra Cantelli di Milano e de L’Officina musicale di Cinisello Balsamo (Milano). Dal 1998 al 2000 per il Teatro alla Scala è, insieme con il compositore Francesco Galante, ideatore e curatore artistico di una rassegna di dieci concerti dedicata alla musica elettroacustica dal titolo Metafonie (pubblicato nel 1998 in un volume edito da Lim e nel 2004 in un doppio DVD audio da Limen).
Docente di Storia della musica alla Scuola d'arte drammatica Paolo Grassi del Piccolo Teatro di Milano e presso l’Accademia di Belle Arti di Brera di Milano, tiene corsi e lezioni della stessa materia nelle università di Pisa, Valencia, Madrid e l’Avana. Fonda nel 1980 e dirige fino al 2016 la rivista Musica/Realtà, le collane di studi musicali I quaderni di M/R  e Le Sfere, e il Bollettino della Banca dati delle riviste musicali in Europa. Suoi articoli, saggi e rubriche sono pubblicate, tra gli altri, sui quotidiani l’Unità e Paese Sera, e sui periodici Il Ponte, Il Verri, Problemi del Socialismo (di cui fa parte della direzione con Lelio Basso), Orizzonti, Calendario del Popolo, Realtà Sovietica, Il Contemporaneo, Rassegna Sovietica, L’approdo musicale, il Quindici, Ricordiana, Sipario, Paragone, Omnibus, Avvenimenti, Diario, l’Ernesto. E' inoltre tra i principali animatori della rivista Marxismo Oggi.

## Vita privata
Il 9 settembre 1956 sposa con rito civile Micaela Cima detta Michi (1933-2012).
Muore il 23 febbraio 2017, a 89 anni, all’ospedale Policlinico di Milano dove era ricoverato per il peggiorare delle sue condizioni. Le esequie in forma laica si svolgono due giorni dopo al Cimitero di Lambrate (Milano). Le sue ceneri sono custodite insieme con quelle di sua moglie in un loculo del cimitero di Montevecchia (Lecco).

## Opere
- Il diritto di non tremolare. La condizione delle minoranze religiose in Italia, Milano-Roma, Edizioni Avanti!, 1956.
- Il processo alla "Muti", a cura di, Prefazione di Ferruccio Parri, Collana Universale Economica n.211, Milano, Feltrinelli, 1956; con contributi di Marco Cuzzi e Anna Foa, Prefazione di Giuseppe Sala, Milano, Fondazione Giangiacomo Feltrinelli, 2025, ISBN 978-88-683-5544-9.
- Il cittadino, Edizioni Il Gallo, 1958.
- La scuola nazionale russa, G. Ricordi, 1958.
- Stile e idea di Arnold Schönberg, traduzione e saggio introduttivo, Milano, Rusconi e Paolazzi Edizioni, 1960.
- Lezioni di educazione civica, Fratelli Parenti Editore, 1961.
- La Rassegna Musicale, antologia a cura di, Milano, Feltrinelli, 1966.
- Somalia, cronaca della rivoluzione, Bari, Dedalo Libri, 1973.
- La Costituzione e lo Stato, Roma, Editori Riuniti, 1976 e 1984; Firenze, Giunti-Marzocco, 1987.
- Il gioco e la guerra, Milano, Feltrinelli, 1976; Mobydick Editore, 2008.
- Memoria e Parafrasi, Edizioni del Sud, 1982.
- La musica in Urss: cronaca di un viaggio, Lim Ricordi, 1986.
- L’opposizione musicale, Milano, Feltrinelli, 1991.
- Disordine, Strategia della lumaca, 1997; Società Editrice L’Epos, 2004; Nemesis Edizioni, 2011.
- In ricordo di Luigi Arata e I 150 anni del Manifesto, in:  Marxismo oggi, Anno XI (nuova serie), n. 3, Milano, Nicola Teti Editore, settembre-dicembre 1998.
- Storia della musica, (impianto e a cura di, Nuova Carish, 1999.
- Luigi Pestalozza. Testi per musica, Vol. 1 e Vol. 2, EnnErre di Alba Morino, 2007 (edizioni fuori commercio).[22]
- Musique, rupture, Paris, Èditions Delga, 2013.
- Mie memorie. Vita Musica Altro, Lim, 2013.

## Filmografia
- Luigi Pestalozza. L'infinito possibile di Isabella Ciarchi. Provincia di Milano - Medialogo - Gente di Milano. Storie, volti e figure della cultura milanese contemporanea (Italia, 2009, 45 min.)
- La memoria che resta regia di Francesca La Mantia[23] (Italia, 2015, 66 min). Raccolta di testimonianze sulla deportazione politica, la guerra, la Resistenza e la Liberazione a Milano.

## Collaborazioni artistiche
- Per Massimiliano Robespierre di Giacomo Manzoni (1974). Pestalozza collabora insieme con Virginio Puecher per il libretto dell’opera.
- Che - Cambiare la prosa del mondo (1989). Opera multimediale collettiva di teatro musicale dedicata a Che Guevara, in occasione del 30º anniversario della rivoluzione cubana. Libretto di Luigi Pestalozza su testi di Che Guevara e poeti di tutte le epoche. Compositori: Mauro Bagella, Francesco Galante, Giovanna Marini, Serena Tamburini. Regia di Daniele Abbado. Prima assoluta al Festival internazionale di musica contemporanea de L’Avana, Cuba
- Perdo il futuro della tua grazia di Adriano Guarnieri (1990). Testi di Luigi Pestalozza
- https://www.nicolasani.it/test/lincarico-e-il-fine-1994/[collegamento interrotto] (1994) - Cantata scenica di Nicola Sani su testo di Luigi Pestalozza
- Ed io non prendo posa di Giacomo Manzoni (1994). Testi di Matteo Maria Boiardo disposti da Luigi Pestalozza
- Resistenza 1995 di Adriano Guarnieri (1995). Testo di Luigi Pestalozza
- Occhi lucenti, Iqbal di Nicola Sani (1996). Libretto di Luigi Pestalozza
- Aria della gioia di Giacomo Manzoni (1997). Testo Luigi Pestalozza
- Trovare i fiori dove non esistono di Francesco Galante (2005). Testo di Luigi Pestalozza
- La memoria del futuro di Adriano Guarnieri (2006) su testi a cura di Luigi Pestalozza
- Del vuoto sopra il quale oscilli (Trovare i fiori dove non esistono 2) di Francesco Galante (2007). Testo di Luigi Pestalozza
- Sul Denaro di Nicola Sani (2008) su testo di Luigi Pestalozza
- Riflessioni sull’indifferenza di Nicola Sani (2008) da un testo di Luigi Pestalozza

## Riconoscimenti
- Membro onorario dell’Instituto nacional de las artes escenicas y de la musica de Espana
- Membro onorario dell’Accademia delle arti di Ungheria
- Membro onorario dell’Unión de escritores y artistas de Cuba (Uneac)
- Nel 1993 è stato insignito dal Ministerio de Cultura y Deporte spagnolo della “Medallas de Plata al Mérito en las Bellas Artes” per i suoi studi sulla musica spagnola contemporanea
- Nel 1998 il ministero della Cultura e della Pubblica istruzione ungherese gli ha conferito la medaglia al merito “pro cultura hungarica”
- Nel 2002 ha ricevuto il Premio Iseo dal Comune di Iseo (Brescia) “per aver contribuito con iniziative editoriali e concertistiche ad elevare il dialogo tra mondo musicale contemporaneo classico ed il jazz”
- Nel 2009 ha ricevuto l’Ambrogino d’oro del Comune di Milano con la seguente motivazione: “Apprezzato musicologo, è stato protagonista fin dal dopoguerra della vita sociale e culturale di Milano e vicepresidente dell’Anpi provinciale. Tra i primi a cogliere gli stimoli intellettuali della sperimentazione artistica contemporanea ed elettronica ha dato un contributo di alto livello alla diffusione della musica attraverso l’insegnamento e numerose pubblicazioni”.
- Il 2 novembre 2017 il suo nome è stato iscritto[24][25] nel Famedio del Cimitero Monumentale di Milano.

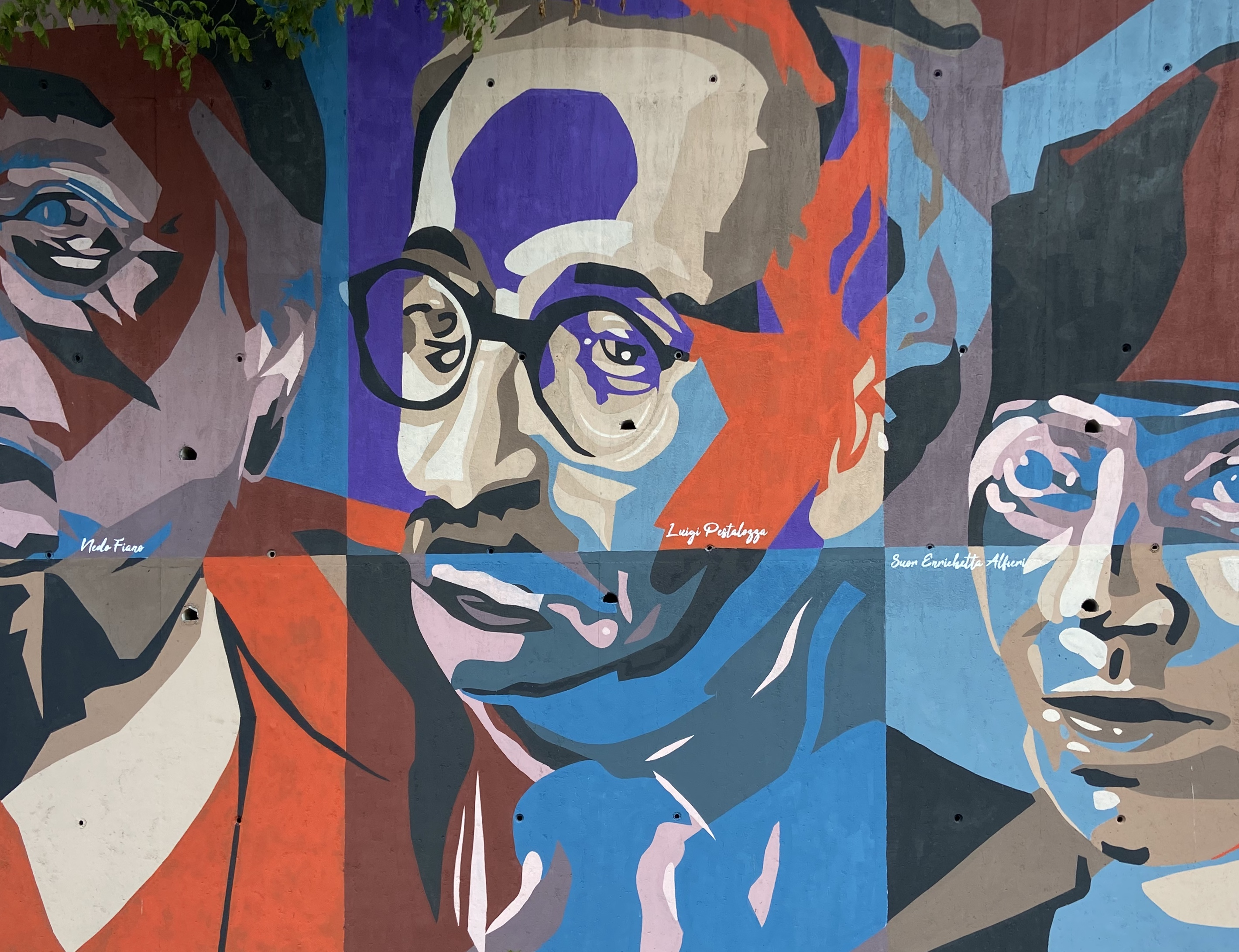

- Nel maggio 2020 il volto di Pestalozza appare in un grande murale Archiviato il 24 settembre 2020 in Internet Archive. realizzato da Orticanoodles in via Cavriana-viaTucidide a Milano. Dipinta in occasione del 75º anniversario della Liberazione nell’ambito del progetto “Or.Me - Ortica Memoria”, l’opera ricorda dieci milanesi che “non si piegarono al pensiero unico dominante del fascismo”: oltre a Pestalozza, ci sono Elena Rasera, Carlo Venegoni, Nedo Fiano, Beata suor Enrichetta Alfieri, Claudia Ruggerini, monsignor Giovanni Barbareschi, Thelma Hauss De Finetti, Carlo Bianchi e Mino Steiner.